# Leucotmemis sanguinea
Leucotmemis sanguinea es una polilla de la subfamilia Arctiinae. Fue descrita por Max Gaede en 1926. Se encuentra en el Perú.